# Mohamed Oulhaj
Mohamed Oulhaj (en arabe : محمد أولحاج), est un footballeur international marocain né le 6 janvier 1988 à Al Hoceïma. qui évoluait au poste de défenseur central au Raja Club Athletic et à l'équipe nationale marocaine.
Il est connu pour son exceptionnelle longévité et sa fidélité absolue envers son équipe de cœur, le Raja Club Athletic, disputant 359 rencontres sur 12 saisons professionnelles au club, il est également l'un des joueurs les plus titrés de son histoire.
Il est détendeur du record des participations au Derby de Casablanca entre le Raja CA et le Wydad AC, avec 21 apparitions

## Biographie

### Club

#### 12 ans au Raja CA

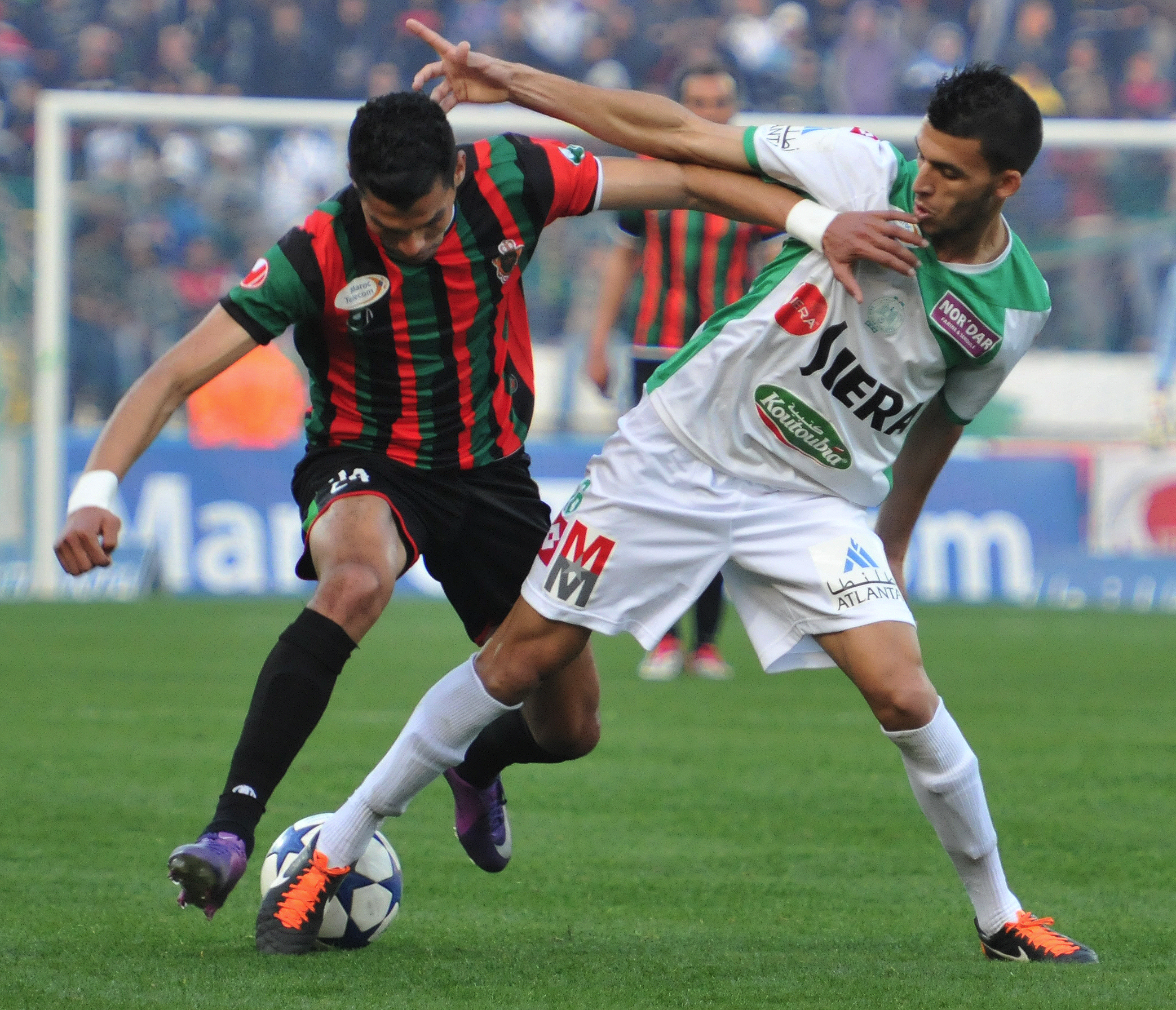
Oulhaj contre l'AS FAR le 18 février 2012.

Oulhaj a passé à travers toutes les catégories du Raja CA avant d'accéder à l'équipe senior en 2007-2008.
À l'âge de 19 ans il a joué son premier match en première division, le 22 septembre 2007 contre l'Olympique de Khouribga. Il a été titulaire à 27 autres reprises. Il a gagné le trophée du « Méditel Onze d'Or » après avoir été choisi parmi l'équipe type de la saison 2007-2008.
Le 19 octobre 2008, Oulhaj inscrit le premier but de sa carrière professionnelle au titre de la sixième journée du championnat contre la Jeunesse El Massira (victoire 5-0).
Du 11 au 21 décembre 2013, Mohamed Oulhaj dispute la Coupe du monde des clubs de la FIFA. Les verts éliminent consécutivement les champions d'OFC (Auckland City : 2/1), où il est à l'origine du second but à la 91e minute, de CONCACAF (FC Monterrey : 2/1), puis du CONMEBOL (Atlético Mineiro : 3/1),.
L'équipe décroche ainsi son billet pour la finale de la compétition, stade encore jamais atteint auparavant par une équipe arabe ou nord-africaine. Elle s'incline en finale 2 à 0 contre le Bayern Munich mais sort la tête haute sous les applaudissements de son public et de la scène internationale qui salue cet exploit. L'épopée du club dans cette compétition devient l'un des plus grands exploits dans l'histoire du football marocain, africain et arabe. Il est titulaire lors des quatre matchs, et forme aux côtés de Ismaïl Benlamaalem, Zakaria El Hachimi et Adil Kerrouchi, une défense solide et bien organisé.
La saison 2013-2014 est très prolifique pour Oulhaj, puisqu'il ne manque qu'un seul match (contre la Renaissance sportive de Settat en seizièmes de finale de la Coupe du Trône 2013), et dispute un total de 49 matchs toutes compétitions confondues.
Le 2 décembre 2018 au Stade des martyrs à Kinshasa, au titre de la finale de la coupe de la confédération contre les Congolais de l'AS Vita Club, Mohamed Oulhaj fait son entrée à la 86e minute à la place de Lema Mabidi, pour consolider la défense des Verts et conserver le titre, c'est ce qu'il advient et le Raja est sacré champion. Après la fin du match, en signe de respect et de reconnaissance pour son parcours avec le club, Badr Benoun remet son brassard de capitaine à Oulhaj, qui soulève le trophée.

### Sélection National

#### Équipe du Maroc A
Il a été convoqué pour la première fois en équipe du Maroc A au match comptant pour les Qualifications de la Coupe du monde 2010 contre l'Éthiopie, qui a été joué le 31 mai 2008 au Stade Mohammed V, Oulhaj est resté tout le match assis au banc de touche.
Le 14 juin 2008 il a disputé son premier match contre le Rwanda au "Stade régional de Nyamirambo" à Kigali (match perdu 3-1), Oulhaj a été aligné comme titulaire et remplacé par Hicham Aboucherouane à la 36e minute après avoir encaissé le premier but.
| Matches internationaux du Maroc | Matches internationaux du Maroc | Matches internationaux du Maroc                      | Matches internationaux du Maroc | Matches internationaux du Maroc | Matches internationaux du Maroc | Matches internationaux du Maroc   | Matches internationaux du Maroc |
| 0                               | Date                            | Lieu                                                 | Adversaire                      | Score                           | Résultats                       | Compétitions                      |                                 |
| ------------------------------- | ------------------------------- | ---------------------------------------------------- | ------------------------------- | ------------------------------- | ------------------------------- | --------------------------------- | ------------------------------- |
| 1                               | 14 juin 2008                    | Stade Régional Nyamirambo (en), Kigali, Rwanda       | Rwanda                          | —                               | 3-1                             | Éliminatoires Coupe du monde 2010 |                                 |
| 2                               | 14 novembre 2009                | Complexe sportif de Fès, Fès, Maroc                  | Cameroun                        | —                               | 0-2                             | Éliminatoires Coupe du monde 2010 |                                 |
| 3                               | 10 août 2011                    | Stade Léopold-Sédar-Senghor, Dakar, Sénégal          | Sénégal                         | —                               | 0-2                             | Match amical                      |                                 |
| 4                               | 7 septembre 2013                | Stade Félix-Houphouët-Boigny, Abidjan, Côte d’Ivoire | Côte d'Ivoire                   | —                               | 1-1                             | Éliminatoires Coupe du monde 2014 |                                 |
| 5                               | 11 octobre 2013                 | Stade Adrar, Agadir, Maroc                           | Afrique du Sud                  | —                               | 1-1                             | Match amical                      |                                 |
| 6                               | 3 septembre 2014                | Stade Mohammed-V, Casablanca, Maroc                  | Qatar                           | —                               | 0-0                             | Match amical                      |                                 |
| 7                               | 7 septembre 2014                | Grand Stade de Marrakech, Marrakech, Maroc           | Libye                           | —                               | 3-0                             | Match amical                      |                                 |
| 8                               | 16 novembre 2014                | Stade Adrar, Agadir, Maroc                           | Zimbabwe                        | —                               | 2-1                             | Match amical                      |                                 |

#### Équipe du Maroc de football A' (locaux)
En tant que joueur du Championnat du Maroc, Oulhaj a été convoqué la première fois pour le premier match contre l'Algérie (locaux) qu'a disputé l'équipe du Maroc (locaux) après l'avoir constitué, et a joué tout le match qui comptait pour les Qualifications du CHAN 2009. Il dispute 19 matchs avec cette sélection en plus de 8 matchs avec l'équipe première.

## Carrière

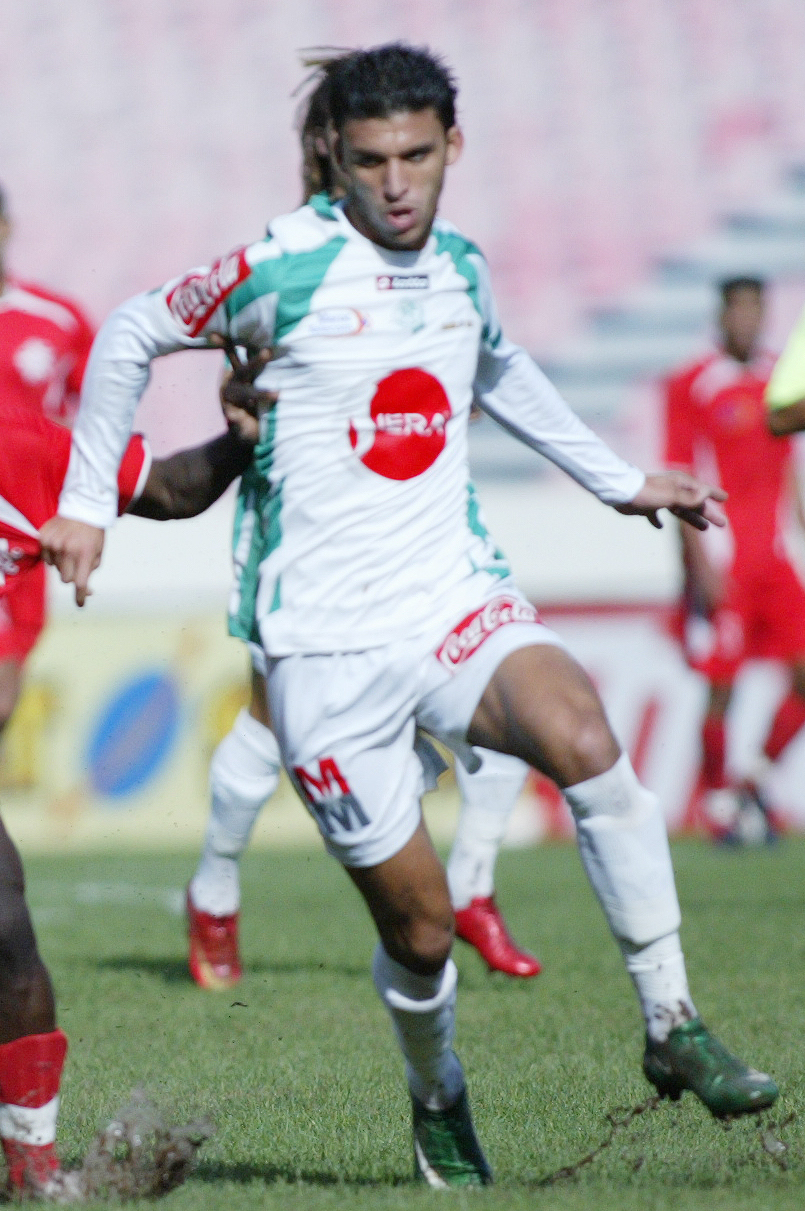
Mohamed Oulhaj en 2009.

| Saison      | Club               | Pays  | Championnat | Championnat | Championnat | Coupe Nationale | Coupe Nationale | Coupe d'Afrique | Coupe d'Afrique | Coupe d'Afrique | Maroc  | Maroc | Maroc |
| Saison      | Club               | Pays  | Division    | Matchs      | Buts        | Matchs          | Buts            | Type            | Matchs          | Buts            |        |       |       |
| ----------- | ------------------ | ----- | ----------- | ----------- | ----------- | --------------- | --------------- | --------------- | --------------- | --------------- | ------ | ----- | ----- |
| Saison      | Club               | Pays  | Division    | Matchs      | Buts        | Matchs          | Buts            | Type            | Matchs          | Buts            | Matchs | Buts  |       |
| 2007 - 2008 | Raja Club Athletic | Maroc | Botola 1    | 28          | 0           | 3               | 0               | -               | -               | -               | 1      | 0     |       |
| 2008 - 2009 | Raja Club Athletic | Maroc | Botola 1    | 28          | 1           | 1               | 0               | -               | -               | -               | -      | -     |       |
| 2009 - 2010 | Raja Club Athletic | Maroc | Botola 1    | 30          | 0           | 0               | 0               | CL              | 4               | 0               | 1      | 0     |       |
| 2010 - 2011 | Raja Club Athletic | Maroc | Botola 1    | 22          | 0           | 1               | 0               | CL              | 1               | 0               | -      | -     |       |
| 2011 - 2012 | Raja Club Athletic | Maroc | Botola 1    | 29          | 3           | 1               | 0               | CL              | 6               | 1               | 1      | 0     |       |
| 2012 - 2013 | Raja Club Athletic | Maroc | Botola 1    | 28          | 3           | 5               | 0               | -               | -               | -               | 1      | 0     |       |
| 2013 - 2014 | Raja Club Athletic | Maroc | Botola 1    | 30          | 0           | 4               | 0               | CL              | 4               | 0               | 7      | 0     |       |
| 2014 - 2015 | Raja Club Athletic | Maroc | Botola 1    | 27          | 0           | 3               | 0               | CL/CAF          | 8               | 0               | 4      | 0     |       |
| 2015 - 2016 | Raja Club Athletic | Maroc | Botola 1    | 19          | 1           | 7               | 0               | -               | -               | -               | 5      | 0     |       |
| 2016 - 2017 | Raja Club Athletic | Maroc | Botola 1    | 11          | 1           | -               | -               | -               | -               | -               | -      | -     |       |
| 2017 - 2018 | Raja Club Athletic | Maroc | Botola 1    | 19          | 0           | 6               | 0               | CAF             | 2               | 0               | -      | -     |       |
| 2018 - 2019 | Raja Club Athletic | Maroc | Botola 1    | 1           | 0           | -               | -               | CAF             | 1               | 0               | -      | -     |       |

 Dernière modification le 31 juillet 2019

## Palmarès

### Titres
- Championnat du Maroc de football
  - Champion en 2009, 2011 et 2013
  - Vice-champion en 2010, 2014 et 2019
- Coupe du monde des clubs
  - Finaliste en 2013
- Coupe du Trône
  - Vainqueur en 2012 et 2017
  - Finaliste en 2013
- Coupe de la confédération
  - Vainqueur en 2018
- Supercoupe d'afrique
  - Vainqueur en 2019
- Coupe nord-africaine des clubs champions 2015
  - Vainqueur en 2015
- Tournoi Antifi
  - Vainqueur en 2010

### Distinctions personnelles
- Méditel Onze d'Or

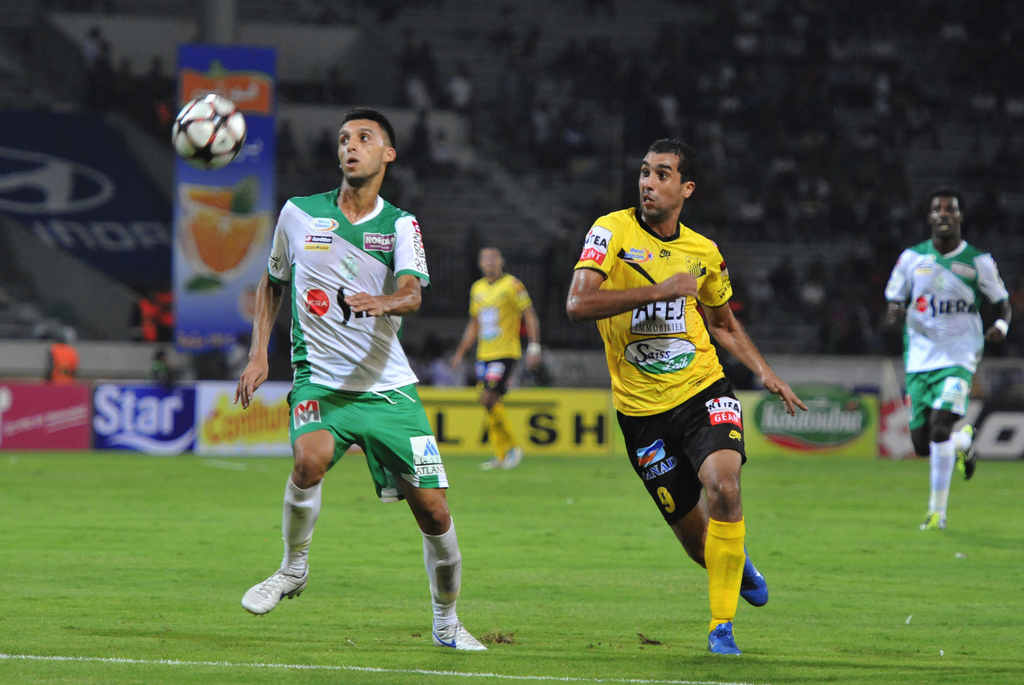
Mohamed Oulhaj en duel avec Hamza Abourazzouk.

- Élu meilleur milieu défensif en 2007-2008
- Élu meilleur défenseur en 2008-2009